# IC 4331
IC 4331 је елиптична галаксија у сазвјежђу Волар која се налази на листи објеката дубоког неба у Индекс каталогу.
Деклинација објекта је + 25° 9' 15" а ректасцензија 13h 49m 24,7s. Привидна величина (магнитуда) објекта IC 4331 износи 14,8 а фотографска магнитуда 15,8.